# Hubert Schmitz (Lehrer)
Hubert Schmitz (* 28. Februar 1932 in Düren; † 3. August 2021 in Mainz) war ein deutscher Schulleiter und Gewerkschaftsfunktionär.

## Leben
Schmitz besuchte von 1938 bis 1946 die Volksschule in Trier. Von 1953 bis 1954 war er Schüler des Abendgymnasiums in Mainz. Anschließend studierte er Griechisch und Latein bei Walter Marg  und Andreas Thierfelder. Von 1961 bis 1963 absolvierte er das Referendariat am Rabanus-Maurus-Gymnasium in Mainz. Ab dem 1. Oktober 1963 unterrichtete Schmitz am Bischöflichen Abendgymnasium Ketteler-Kolleg Mainz. Von 1979 bis zu seiner Pensionierung im Jahr 1996 leitete er das Gymnasium am Kurfürstlichen Schloss in Mainz.
Schmitz war von 1973 bis 1985 Stellvertretender Vorsitzender des Philologenverbandes, von 1985 bis 1995 war er Landesvorsitzender. Von 1975 bis 1988 war er Vorsitzender des Hauptpersonalrats für die staatlichen Lehrkräfte an Gymnasien, Kollegien und Studienseminaren für das Lehramt an Gymnasien. Über mehrere Wahlperioden gehörte Schmitz der Landesleitung des Deutschen Beamtenbundes Rheinland-Pfalz (DBB) an. In den neunziger Jahren war Schmitz Mitglied des Rundfunkrates des SWR.
Ein Porträt der Allgemeinen Zeitung vom 28. Februar 1992 bescheinigte Schmitz anlässlich seines 60. Geburtstages „sein engagiertes Eintreten für den Erhalt und die Stärkung des Gymnasiums im Rahmen des gegliederten Schulwesens“, für das er bereits 1985 mit dem Bundesverdienstkreuz ausgezeichnet worden war. Die Mainzer Rheinzeitung schrieb zum selben Anlass: „Momentan bewegt ihn vor allem die geplante Schulreform. In Funk und Fernsehen vertritt er vehement eine Gegenposition.“
1995 wurde er zum Ehrenvorsitzenden des Philologenverbands ernannt.

## Wirkung
Als Vorsitzender des Philologenverbandes und Gewerkschafter kämpfte Schmitz gegen „die Absicht (...) das bewährte gegliederte Schulwesen in Rheinland-Pfalz zu zerschlagen“, die Kürzung der Stundentafel und die Mehrbelastung der Lehrer. Dem diente ein „in der Geschichte von Rheinland-Pfalz erstmals gemeinsam geführter Kampf von Schülern, Eltern und Lehrern gegen den Bildungsabbau“. Am 29. Januar 1993 initiierte Schmitz eine von etwa 3000 Gymnasial- und Realschullehrern unterstützte Protestveranstaltung in der Rheingoldhalle in Mainz, über die er in der Verbandszeitschrift Das Gymnasium schrieb: „Die Pflichtstundenzahl der Gymnasiallehrer, die erst 1990 nach 20 Jahren von 24 auf 23 ermäßigt worden war, wurde wieder zum 1. August 1993 erhöht, die Anrechnungsstunde von 1/2 auf ein Drittel gekürzt. Mehrarbeit trat auch ein durch eine Erhöhung der durchschnittlichen Klassengrößen. Besonders eindrucksvoll und öffentlichkeitswirksam war in diesem Zusammenhang unsere Protestkundgebung zusammen mit dem Realschullehrerverband am 29. Januar 1993 in der Rheingoldhalle in Mainz. Der Philologenverband hatte im Anschluss an diese Veranstaltung eine Welle der Solidarität erfahren.“ Die geplanten Sparmaßnahmen stellten für Schmitz lediglich den Vorwand dar, „das gegliederte Schulsystem zu beseitigen und ein Einheitsschulsystem durchzusetzen“.
Für seinen Einsatz und seine Verdienste wurde er am 28. August 1985 von Georg Gölter mit dem Bundesverdienstkreuz am Bande ausgezeichnet.

## Veröffentlichungen
- Unsere Schule heute (1981) in: Festschrift 150 Jahre Staatliches Gymnasium am Kurfürstlichen Scholl zu Mainz 1831–1981
- 50 Jahre Philologenverband Rheinland-Pfalz, in: Das Gymnasium 1/1999 S. 31–52